# Pardosa orophila
Pardosa orophila là một loài nhện trong họ Lycosidae.
Loài này thuộc chi Pardosa. Pardosa orophila được Willis J. Gertsch miêu tả năm 1933.